# The Now Now Tour
The Now Now Tour es una gira de conciertos de la banda británica de rock alternativo Gorillaz, en apoyo de su sexto álbum de estudio The Now Now.

## Miembros en vivo de la gira
- Damon Albarn – Vocalista principal, Teclado , piano, guitarra acústica y eléctrica, melódica,
- Mike Smith – Teclado, Voces
- Jeff Wooton - Guitarrista líder
- Seye Adelekan – Bajo, Voces
- Gabriel Wallace – Batería, percusión
- Jesse Hackett – Teclado
- Karl Vanden Bossche – Batería, percusión
- Angel Silvera - Voces
- Petra Luke - Voces
- Rebecca Freckleton - Voces
- Michelle Ndegwa - Voces
- Matthew Allen - Voces
- Adeleye Omotayo - Voces

### Colaboradores invitados y músicos adicionales
- Jamie Principle - Voces on "Hollywood"
- Peven Everett - Voces en "Strobelite" & "Stylo"
- De La Soul - Rap en "Superfast Jellyfish" y "Feel Good Inc."
- Del the Funky Homosapien - Rap en "Clint Eastwood" (Solo fechas concretas)
- Bootie Brown - Rap en "Dirty Harry" & "Stylo”
- Little Simz - Rap en "Garage Palace" y "We Got the Power" (Solo fechas concretas)
- Hypnotic Brass Ensemble - trompetistas en "Broken" (Concierto de Dublín 9/06/2018)
- Moonchild Sanelly - voces on "Out of Body" (Concierto de Roskilde 7/07/2018)
- Benjamin Clementine - voces en "Hallelujah Money" (Concierto de Bilbao)
- Jehnny Beth - voces en "We Got the Power" (Concierto de París)
- Noel Gallagher - voces y guitarra en "We Got the Power" (Concierto de París)
- Yukimi Nagano - voces en "Empire Ants" (Concierto de Moscú)
- Gruff Rhys - voces y guitarra en "Superfast Jellyfish" (Concierto de Winchester)
- Shaun Ryder - voces en "DARE" (Concierto de Winchester)
- Roses Gabor - voces en "DARE" (Concierto de Winchester)

- Datos: Q55380153